# Civadera
|  | No s'ha de confondre amb Civadera (vela). |

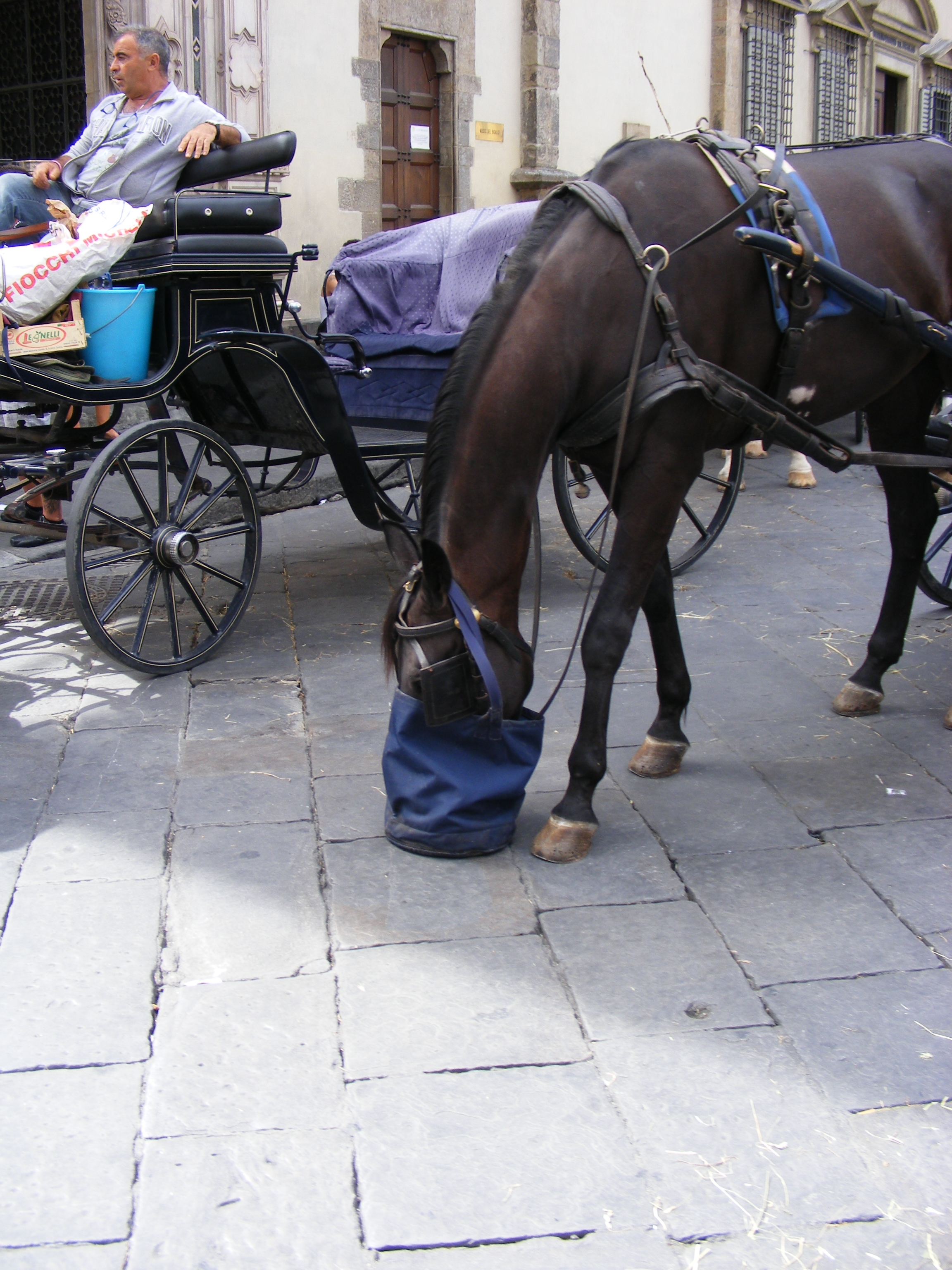
Un cavall menjant d'un civader a Florència, Itàlia

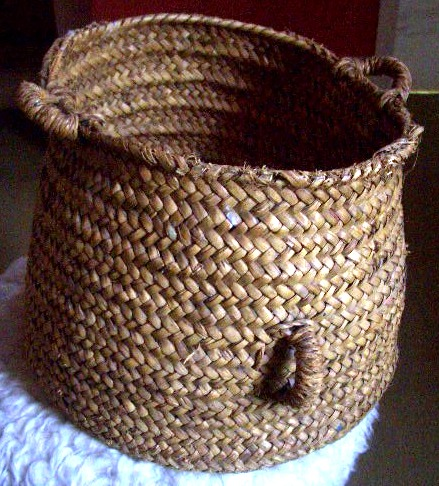
Un civader primerenc 1930s a Eivissa al mediterrani. Dimensions: alçada 26 cm; diàmetre de base 36 cm; diàmetre superior 28 cm.

Una civadera, civader o morral, és una bossa, que s'omple amb farratge, i es subjecta al cap d'un cavall, de forma que li permet consumir directament la seva ració de menjar. L'avantatge principal és que l'animal pot menjar a qualsevol lloc: sobre l'empedrat de la ciutat, a un camí sense cap herba a l'abast, etc. Però també és pràctic perquè permet donar-li només la quantitat justa d'aliment, alhora que se li impedeix que es mengi la ració d'un altre l'animal, o qualsevol altra cosa, que es trobi pel davant.
Per accedir la porció de l'aliment prop del final de la bossa, el cavall ha de ser capaç de tocar amb el seu morro a terra, aquesta acció li permet arribar mossegar tot el que hi ha al fons de la bossa.

## Etimologia
El nom de "civadera" prové de la paraula "civada", cereal que abans s'utilitzava molt freqüentment com aliment dels cavalls. Com també se l'anomena morral perquè es posa al morro dels animals 

## Materials
Es pot fer de pell o de lona, i encara que generalment s'han fet de diferents tipus de teixit bast (com tela de sac, etc.. vegeu foto), també s'han fet de tela lleugera. Alguns dissenys moderns es fan de Cordura o algun altre tipus de niló, amb un fons sòlid i els costats foradats per la ventilació.

## Cultura popular (EUA)
En cultura popular dels EUA, els termes relacionats amb: "feedbag, old feedbag o nose bag" es troben sovint entre els noms del món de la restauració, com joc de paraules agafant la metàfora del fet que s'hi menja.

## Galeria

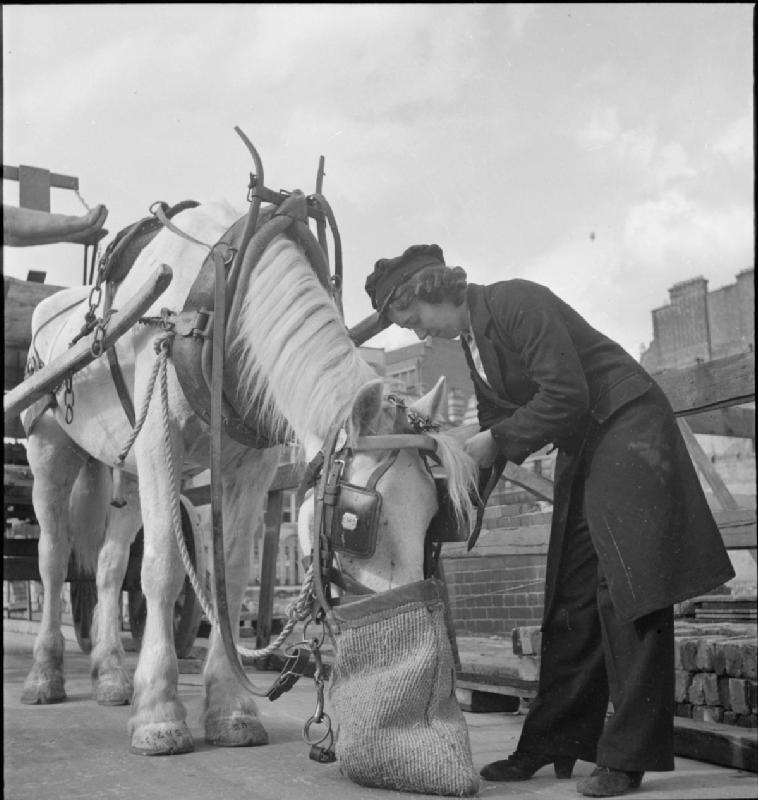
Dona afegint farratge a un civader (Anglaterra, 1943)
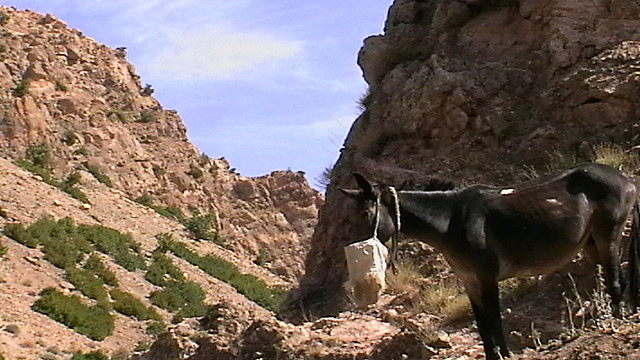
Mula amb un civader a un camí de muntanya
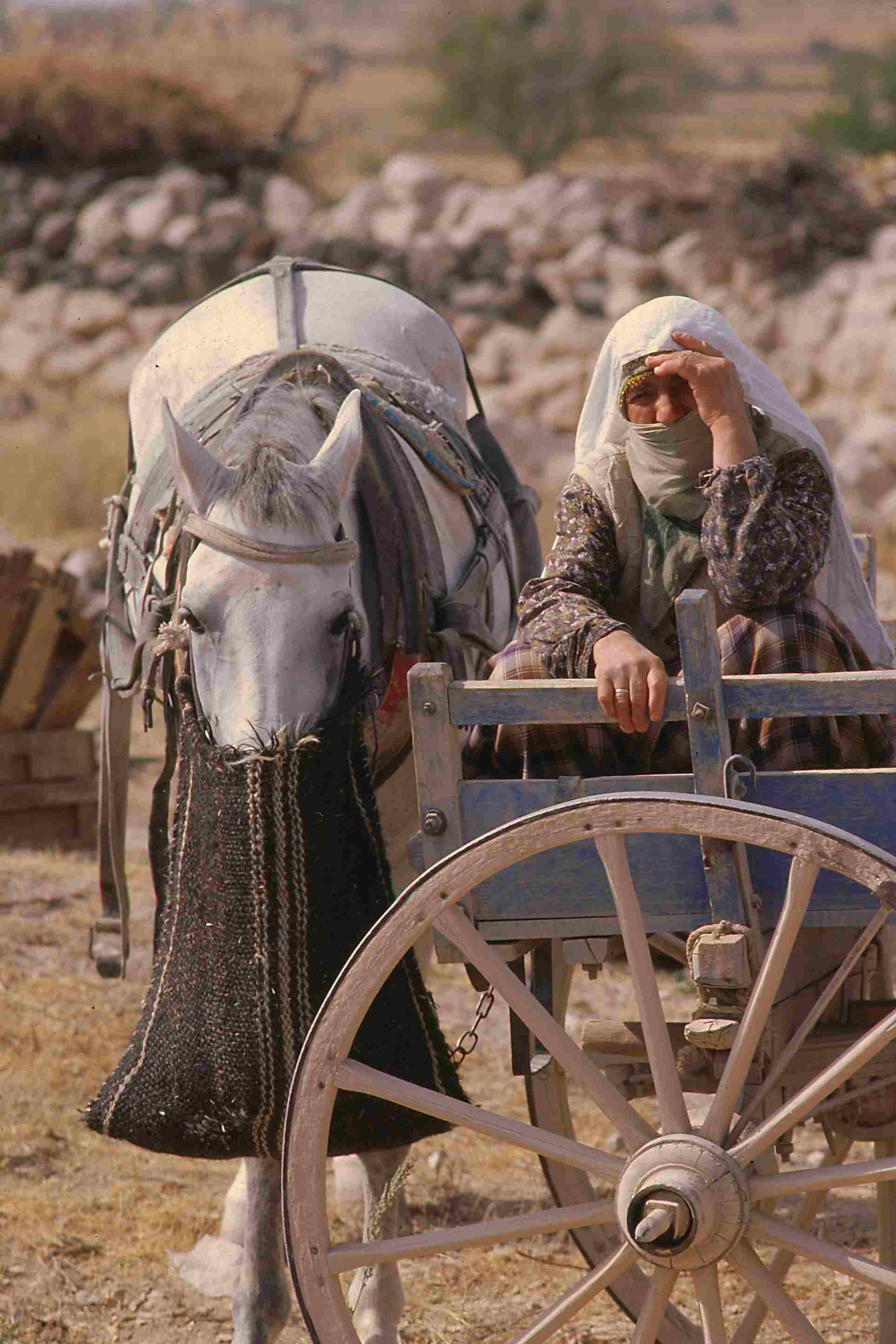
Cavall amb un civader durant la collita a Capadòcia, Turquia
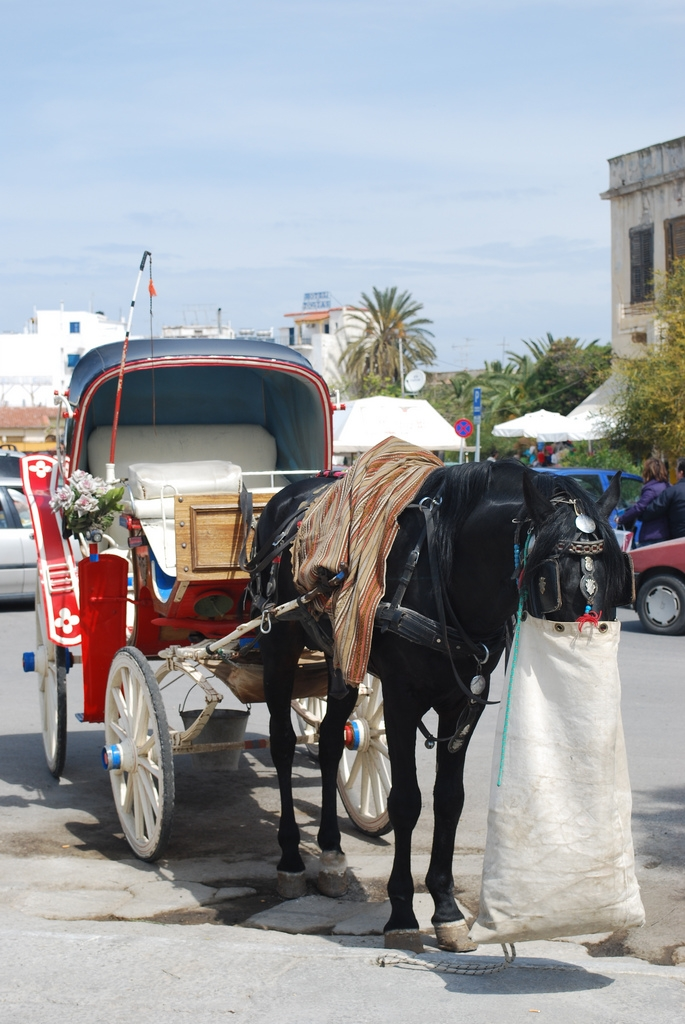
Cavall amb un civader, acoblat a un carruatge turístic